# Hash browns

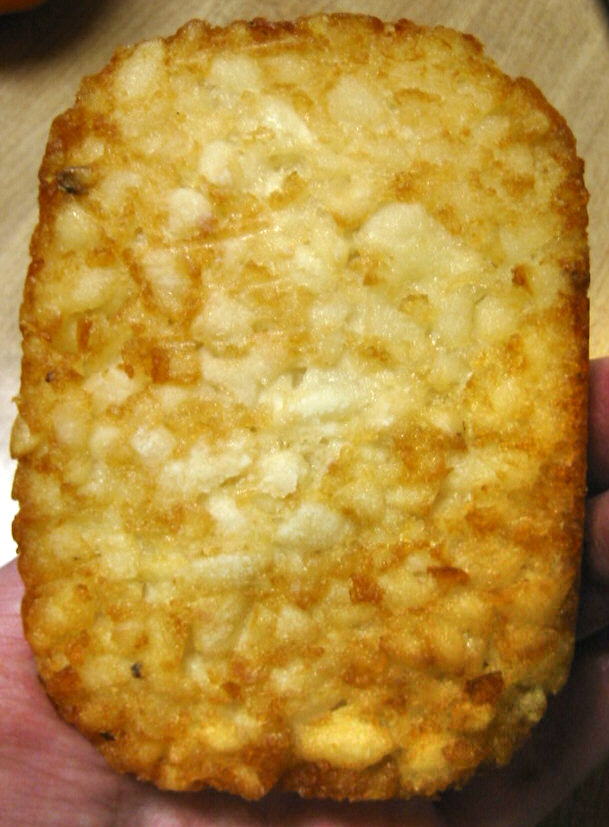
Hash browns picadas, con forma de hamburguesa.

El hash browns (en inglés, /hæʃ.braʊns/) o hashed browns, a veces en español como croquetas de papa o patata o papa hash, es una receta simple de patata en la que los trozos de este tubérculo se fríen en una sartén después de ser cortados en tiras, juliana, dados o bien triturados. En algunas regiones, el término puede aludir a cualquiera de estas variantes, mientras en otras se refiere solo a una concreta. En partes del Reino Unido, las hash browns son sobras de puré de patatas fritas. Las hash browns son un desayuno básico en los diners estadounidenses, donde a menudo se fríen en grandes planchas. Suelen prensarse con un pasapuré para eliminar la humedad y darles una textura más crujiente, acompañando a menudo a hamburguesas y desayunos.
En algunas regiones de los Estados Unidos, las hash browns se refieren estrictamente a papas fritas en tiras o trituradas, y se consideran un desayuno, mientras las papas en cubos fritas son también una guarnición llamada home fries. Algunas recetas añaden cebolla en dados o picada.
Una porción típica de home fries de estilo restaurante (150 g) aporta aproximadamente 220 kilocalorías, 10 g de grasa, 3 g de proteína y 25 g de carbohidratos, aunque estos valores pueden variar según el método de cocción. 
El chef puede preparar hash browns dando forma de hamburguesa a las papas machacadas antes de freírlas (la humedad y el almidón las mantiene unidas). Sin embargo, si se añade un agente aglutinante (huevo, por ejemplo), la receta pasa a ser un Kartoffelpuffer en Alemania, Bramborák en Chequia, Zemiaková placka en Eslovaquia, Dranik en Bielorusia. Las hash browns congeladas tienen a veces forma de hamburguesa para mayor facilidad de empleo, ya que esta forma compacta plana también puede cocinarse en un tostador. Si a las hash browns se les añade carne picada, sobras o verdura, el plato ya se trata de hash. Una forma fácil de prepararlas es en la sartén con aceite, aunque es muy común prepararse en freidoras industriales.